# Buizerdachtigen
Buizerdachtigen (Buteoninae) zijn een onderfamilie van havikachtigen. Er is geen consensus over de indeling in onderfamilies en welke geslachten tot deze onderfamilie behoren. Volgens Mindell et al 2018 kunnen de volgende geslachten hiertoe worden gerekend.
- Geslacht Bermuteo (uitgestorven)
- Geslacht Busarellus
- Geslacht Butastur
- Geslacht Buteo
- Geslacht Buteogallus
- Geslacht Cryptoleucopteryx
- Geslacht Geranoaetus
- Geslacht Geranospiza
- Geslacht Haliaeetus
- Geslacht Haliastur
- Geslacht Helicolestes
- Geslacht Icthyophaga
- Geslacht Ictinia
- Geslacht Leucopternis
- Geslacht Milvus
- Geslacht Morphnarchus
- Geslacht Parabuteo
- Geslacht Pseudastur
- Geslacht Rostrhamus
- Geslacht Rupornis

Haviken, sperwers en kiekendieven (Accipitrinae) · Gieren van de Oude Wereld (Aegypiinae) · Echte arenden (Aquilinae) · Buizerdachtigen (Buteoninae) · Slangenarenden (Circaetinae) · Grijze wouwen en verwanten (Elaninae) · Gieren van de Oude Wereld (Gypaetinae) · Tandwouw en verwanten (Harpaginae) · Harpij-achtigen (Harpiinae) · Grijskophavik en verwanten (Lophospizinae) · Wespendieven en verwanten (Perninae) · holen- en kaalkopkiekendief (Polyboroidinae)